# Битка при Елхинген
Битката при Елхинген е битка от Улмската кампания на Наполеон, станала на 13-14 октомври около селището Обер-Елхинген, разположено недалеч от баварския град Мюнхен.

## Ход на битката
На 13 октомври 1805 г. Наполеон направил лагер край Улм и заповядал превземането на моста и позициите при селището Елхинген което защитавали 8000 австрийци. На следващия ден корпусът на маршал Мишел Ней си възвръща Елхингенския мост, превзема с щурм Елхингенското абатство и самото селище. Пленени са 4000 души (това се равнява на 2 полка) и артилерия. В този бой Ней лично ръководи възстановяването на моста под силния обстрел на противника и щиковите атаки на два от полковете си.

## Резултати и значение на битката
Възвърнатия при атаката на маршал Ней мост над Дунав позволил на маршал Мюра да окаже своевременна помощ на войската на Дюпон, който отблъсква атаките на генерал Вернек близо до село Албек (битка при Хаслах-Юнгинген). Австрийците били разбити и Дюпон продължил към Хайденхайм. В резултат в нощта на 14 октомври корпусите на Ней Мюра се съсредоточвават край лагерите на австрийците при Михелсберг. Положението на Мак става критично, тъй като нямало голям шанс за общо бягство по северния бряг на Дунав. По същото време Мармон и гвардията стигат почти до покрайнините на Улм, на южния бряг на реката. Маршал Сул също приближава незабелязано, оставяйки военните действия в Тирол. Наполеон смятал Елхингенското сражение за едно от най-блестящите в Австрийската кампания от 1805 г. За победата през 1808 г. маршал Ней получава титлата „херцог на Елхинген“.